# Hypostomus variipictus
Hypostomus variipictus är en fiskart som först beskrevs av Ihering, 1911.  Hypostomus variipictus ingår i släktet Hypostomus och familjen Loricariidae. Inga underarter finns listade i Catalogue of Life.